# 岸和田玲央
岸和田 玲央（きしわだ れお、1987年1月18日 - ）は、日本のラグビー選手。

## プロフィール
- 兵庫県宝塚市出身。
- ポジションはセンター(CTB)。
- 身長 180cm、体重 86kg
- ニックネームは『レオ、キシ』

## 経歴
御所工業高校から法政大学へと進学。
高校時代にU17日本代表、高校日本代表に選出された。
大学1年でU19日本代表に選出されドバイへ遠征、バイスキャプテンを務めた。
大学4年の2008年には関東リーグ戦ベスト15に選ばれた。
2009年、大学卒業後はサントリーに入団。
2013年にサントリーを退団した。